# Hàndhala ibn Safwan
Hàndhala ibn Safwan ibn Zuhayr al-Kalbí (àrab: حنظلة بن صفوان بن زهير الكلبي, Ḥanẓala b. Ṣafwān b. Zuhayr al-Kalbī) fou un militar i governador o valí àrab al servei dels califes omeies de Damasc.
Yazid II el va nomenar governador d'Egipte l'abril del 721, càrrec en el qual va substituir el seu germà Bixr ibn Safwan, que havia estat designat pel govern d'Ifríqiya. Va exercir tres anys els govern i va malmetre diversos monuments egipcis (estàtues i pintures). El març del 724 fou destituït. Van governar llavors Muhammad ibn Abd-al-Malik ibn Marwan (724), Al-Hurr ibn Yússuf (724-727), Abd-al-Malik ibn Rifaa al-Fahmí (727), Al-Walid ibn Rifaa ibn Thàbit al-Fahmí (727-735) i Abd-ar-Rahman ibn Khàlid al-Fahmí (735-736); la província estava amenaçada de ser reconquerida pels romans d'Orient i Yazid va nomenar altre cop a Hàndhala (20 d'agost del 736). Va governar durant cinc anys i vuit mesos (736-742); llavors la revolta kharigita al Magreb va esdevenir perillosa; els rebels van derrotar a un exèrcit califal a la vora del Subu i van matar a Kulthum ibn Iyad, governador d'Ifríqiya (741).
Hàndhala fou enviat a Ifríqiya per orde del califa Hixam ibn Abd-al-Màlik (gener del 742) deixant el govern d'Egipte a Hafs ibn al-Walid ibn Yússuf al-Hadhramí. Va arribar a temps de rebutjar els rebels que amenaçaven Kairuan; després d'estar un temps dins la ciutat va fer una sortida i va derrotar decisivament el grup d'atacants dirigits per Abd-al-Wàhid ibn Yazid al-Hawwarí a la vila d'al-Asnam (potser Djalula) i al grup de Ukkaixa ibn Ayyub al-Fazarí a al-Karn. Ukkaixa fou capturat i executat (abril o maig del 742).
Dos anys després Abd-ar-Rahman ibn Habib al-Fihrí, descendent d'Uqba ibn Nafi, va venir de l'Àndalus i es va revoltar a Tunis. Els rebels van obligar Hàndhala a lliurar Kairuan, i aquest va acceptar i va abandonar la ciutat sense lluita (febrer del 745).
Va retornar a Orient on va morir en data desconeguda.